# Afonso Alves
Afonso Alves Martins Jr, eller bara Afonso, född 30 januari 1981 i Belo Horizonte, är en brasiliansk före detta professionell fotbollsspelare. Afonso gjorde från mitten av 2000-talet stor succé i Sverige och i den nederländska ligan från vilken han senare värvades till England. Under perioden fick han också representera det brasilianska landslaget, men efter att ha valt Qatars högsta liga som arbetsplats tappade han platsen.
Alves avslutade sin fotbollskarriär 2015.

## Karriären

### I Sverige
Alves slog igenom i den allsvenska klubben Örgryte IS år 2002 till vilka han kom från brasilianska Atlético Mineiro, som då hade samarbetsavtal med ÖIS. I sin första match från start, borta mot Djurgårdens IF, gjorde han hat-trick och även resten av säsongen blev en stor framgång med 13 mål på 18 matcher. Brassen, med frisparkar som en av sina specialitéer, växte under andra året i Sverige ut till en av Allsvenskans största profiler och värvades följdriktigt inför 2004 allsvenska säsong av hårdsatsande Malmö FF.
Också i Malmö fungerade målskyttet för Afonso. Med 12 mål och en andraplats i skytteligan var en han starkt bidragande orsak till klubbens första SM-guld på 16 år. 2005 blev sedan en besvikelse för klubben då man hamnade på femte plats; detta trots att Afonso fortsatte att leverera mål: 14 stycken gav ännu en andraplats i skytteligan. Den irrationelle och hårdskjutande brassen sade sig nu vara redo för nya mål och rykten om en flytt vidare ut i Europa växte sig allt starkare.

### Ut i Europa
I juni 2006 lämnade så Alves MFF för nederländska SC Heerenveen där det redan från start blev stor succé. Han vann den holländska skytteligan överlägset (med 12 måls marginal) och var mycket nära att också vinna utmärkelsen som 2007 års bäste målskytt i Europa (Guldskon). Den 17 maj 2007 blev han för första gången uttagen i Brasiliens A-landslag för spel i träningslandskamperna mot England och Turkiet. I matchen mot England blev Afonso Alves inbytt efter 71 minuter, då Kaká fick kliva av.
Efter ett år i Nederländerna och framgångarna med skytteligaseger och landslagsplats ansåg sig Alves för bra för holländska ligan, och vägrade på eftersommaren 2007 komma tillbaka för en ny säsong. Kontraktet med Heerenveen gällde dock till 2010 och brassen tvingades kvar. Trots viljan att flytta, fortsatte han att prestera. Den 7 oktober, i sin andra match för säsongen, gjorde Afonso rekordmånga sju mål mot Eredivisie-rivalen Heracles Almelo när Heerenveen vann med 9–0.
I januari 2008 gick det rykten om Afonso; bland annat skulle AZ Alkmaar köpa loss honom för 170 miljoner kronor, och även Manchester City ryktades vilja ha brassen. Efter många rykten om olika klubbar lyckades till sist Premier League-klubben Middlesbrough värva över Alves. Det blev dock bara 42 matcher i Middlesbrough och 10 mål totalt innan laget under hans andra år i England åkte ur Premier League. Många hade under säsongen underpresterat och enligt fansen var brassen en av de värsta syndarna. 

### Qatar
Spel i näst högsta ligan i England intresserade inte Alves. Han valde istället bra betalande Al-Sadd Sports Club i Qatars högsta liga och i och med det försvann han från den absoluta toppfotbollen. Transfern slutfördes 9 september 2009.

## Privatliv
Afonso har en son, från tidigare förhållande - Felipe Henrique, som spelar i Atletico Mineiros Tupinambas Academy, det vill säga klubbens ungdomslag. Alves har svensk flickvän.

## Meriter

### I klubblag
Malmö FF
- SM-guld (1): 2004

 Al-Rayyan
- Emirens Cup (1): 2010

### I landslag
Brasilien
- 8 landskamper för Brasiliens A-lag
- Vinnare av Copa América 2007

### Individuellt
- Skyttekung holländska ligan (1): 2006/07
- Årets spelare i Holland (1): 2006/07
- Skyttekung AFC Cup (1): 2010